# جاکومو پولوزی
جاکومو پولوزی (انگلیسی: Giacomo Poluzzi؛ زادهٔ ۲۵ فوریهٔ ۱۹۸۸) بازیکن فوتبال اهل ایتالیا است.
از باشگاه‌هایی که در آن بازی کرده‌است می‌توان به باشگاه فوتبال آلساندریا اشاره کرد.